# 滝川なち
滝川 なち (たきがわ なち、1971年8月7日 - ) は、日本の女性タレント、女優である。
旧芸名は、滝川なお(たきがわ なお)。

## 略歴
当初は森村のりこ名義でレースクイーンを務めるなどモデルとして活躍していたが、芝居をやりたくて演技スクールへ通っていたところスカウトされタレントに転身。当時は、滝川なおという芸名で活躍していた。女優の森 光子に憧れ、「いつまでも現役で誰からも愛されている女優さんをおばあちゃんになっても続けたい」というのが目標だった。
1995年7月からテレビ東京の深夜番組『ギルガメッシュないと』（テレビ東京）にセクシータレントとして約2年間レギュラー出演。番組では主に「ランジェリーファッションショー」の着衣モデルやグラビア・リポーターなどを担当し、温泉などのロケ企画にも挑戦した。また歌唱力に定評があり、1996年のお正月に放送された「初春 セクシーランジェリー紅白歌合戦」では、ランジェリー姿で青江三奈の伊勢佐木町ブルースを歌い、優勝した。
その後、Vシネマや映画などにも出演していたが現在は、滝川なちとしてQVC (テレビショッピング)の商品アドバイザーを務めている。

## テレビ番組
- ギルガメッシュないと(テレビ東京)
- QVC(QVCジャパン)
- マル得JAPAN！GOLD(電通九州)

## 出演作品
- SEXY COP 348 新女刑事サシバ(1996年公開)
- 麗霆”子 レディース！！MAX(1996年3月2日公開)
- 性の虐讐　プレイバック (1997年 - ムーファクトリー映像)
- ミニスカ特捜隊　L.E.G.S.(1998年 - オリジナルビデオ作品) マゼンダ役
- 仮面天使ロゼッタ(1998年放送 - テレビ東京) 第3話ゲスト：女王蟻魔女ギサリアン役
- CHAKA チャカ2(1999年7月3日公開)

## 写真集
- ギルガメッシュNIGHT 写真集オールコレクションズ(1996年8月1日)